# Ichamraren
Ichamraren (en àrab إشمرارن, Ixamrārn; en amazic ⵉⵛⵎⵔⴰⵔⵏ) és una comuna rural de la província de Chichaoua, a la regió de Marràqueix-Safi, al Marroc. Segons el cens de 2014 tenia una població total de 7.023 persones.